# Fermín Lecea
Fermín Lecea (Zalduendo de Álava, 25 de septiembre de 1905; Mar del Plata 24 de agosto de 1989) fue un futbolista y entrenador español nacionalizado argentino.

## Trayectoria

### Como futbolista

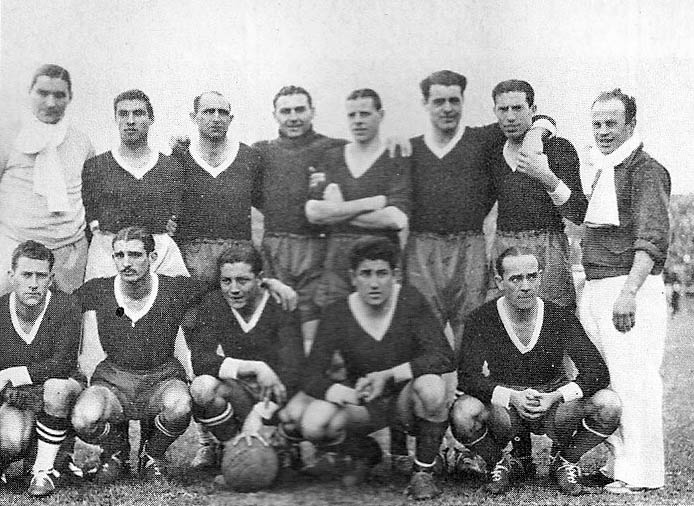
Formación de Independiente que consiguió tres títulos en 1938.

Nacido en España, su familia emigró a Argentina y Lecea de adolescente se radicó en Rosario. Comenzó a practicar no solo fútbol sino también boxeo, llegando a ser campeón santafesino wélter. Zaguero central, como futbolista se formó en el Club Atlético Calzada, en la zona sur de la ciudad, llegando a debutar en el primer equipo durante la Copa Nicasio Vila 1926, torneo de primera división de la Liga Rosarina de Fútbol. En 1928 pasó en Newell's Old Boys en el mismo certamen; obtuvo con este equipo la Copa Nicasio Vila 1929 y, ya iniciada la era profesional, el Torneo Gobernador Luciano Molinas de la Asociación Rosarina de Fútbol en 1931.
Al año siguiente fichó por Independiente, club en el cual se desempeñó durante casi una década, convirtiéndose en referente. Jugó 263 partidos con el Rojo y se consagró campeón de Primera División de Argentina en 1938 y 1939 y de las copas Aldao 1938, Ibarguren 1938 y 1939 y Escobar 1939. La rispidez de su juego en el aspecto físico le dio fama de jugador duro; en 1936 le provocó una fractura al futbolista de San Lorenzo de Almagro Arturo Arrieta y fue detenido al finalizar el partido.
Luego de un efímero paso por Tigre en 1941, arribó al fútbol chileno en 1943. Primeramente se desempeñó durante tres años en Santiago Wanderers, donde también fue entrenador. En 1946 cerró su carrera como futbolista en Unión Española.

### Como entrenador

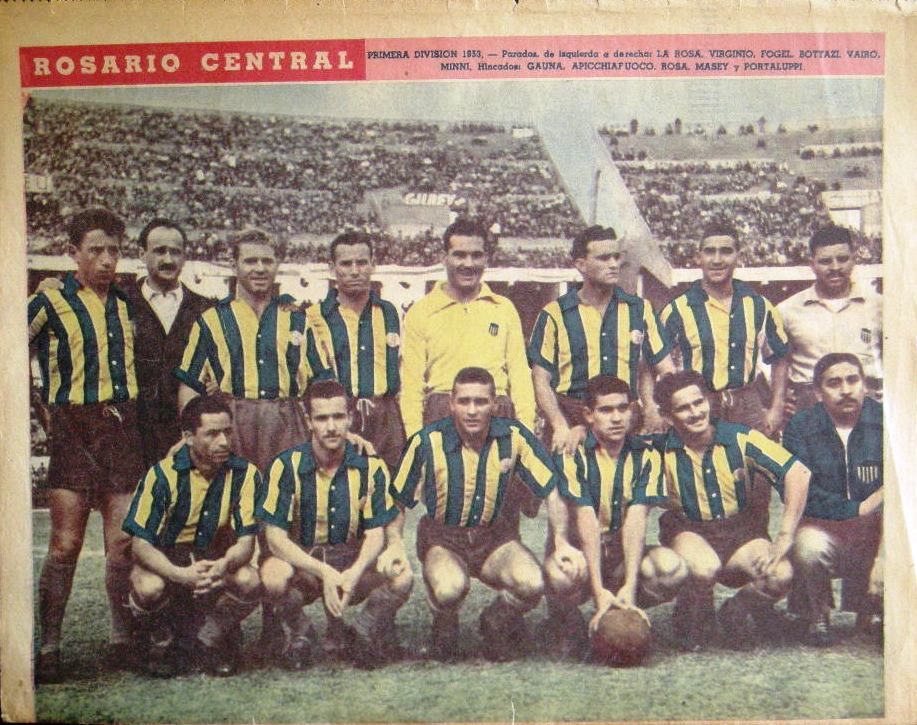
Rosario Central en 1953. Parados: Miguel La Rosa, Fermín Lecea (entrenador), Mario Virginio, Alfredo Fógel, Pedro Botazzi, Federico Vairo, José Minni, Ignacio Díaz (entrenador auxiliar); hincados: Antonio Gauna, Roberto Appiciafuocco, Humberto Rosa, Oscar Massei, Juan Portaluppi.

Luego de aquella primera experiencia como director técnico en Chile, Lecea retornó a Rosario y en 1948 se hizo cargo del primer equipo de Rosario Central. Su debut se produjo el 9 de mayo por la cuarta fecha del Campeonato de Primera División, derrota 2-3 ante San Lorenzo en Arroyito; en este certamen Central finalizó en 12.º y fue el cuadro más goleador (74) y más goleado (73). En la temporada siguiente repitió la campaña irregular, y en 1950 el cuadro auriazul perdió la categoría; el éxodo de sus mejores futbolistas que había sufrido en esos años terminó por hacer mella en el rendimiento canalla. Lecea dejó el cargo y Rosario Central recuperó rápidamente la categoría al consagrarse campeón de Segunda División en 1951 con Mario Fortunato como entrenador; sin embargo este no continuó y en 1952 Lecea volvió a ser el técnico de la Academia. Su segundo y último ciclo se extendió hasta finalizar 1954, cumpliendo tres campañas de mitad de tabla. Totalizó en el club 186 encuentros dirigidos, con 61 triunfos, 38 empates y 87 derrotas (efectividad del 43,01%). Se ubica cuarto en cantidad de partidos entre los entrenadores canallas, detrás de Ángel Tulio Zof (608), Carlos Griguol (253) y Miguel Ángel Russo (222).

A mediados de los años 1950 se mudó a Mar del Plata y en 1959 dirigió dos equipos al mismo tiempo en la Liga Marplatense de fútbol: Quilmes en Primera A y Aldosivi en Primera B, resultando campeón con ambos. Falleció en esa misma ciudad en 1989, a la edad de 83 años.

## Palmarés

### Como futbolista

#### Títulos nacionales
| Equipo        | País      | Título           | Año  |
| ------------- | --------- | ---------------- | ---- |
| Independiente | Argentina | Primera División | 1938 |
| Independiente | Argentina | Copa Ibarguren   | 1938 |
| Independiente | Argentina | Copa Aldao       | 1938 |
| Independiente | Argentina | Primera División | 1939 |
| Independiente | Argentina | Copa Ibarguren   | 1939 |
| Independiente | Argentina | Copa Escobar     | 1939 |

#### Títulos regionales
| Equipo            | Liga           | País      | Título            | Año  |
| ----------------- | -------------- | --------- | ----------------- | ---- |
| Newell's Old Boys | Rosarina       | Argentina | Copa Nicasio Vila | 1929 |
| Newell's Old Boys | Asoc. Rosarina | Argentina | Torneo Molinas    | 1931 |

### Como entrenador

#### Títulos regionales
| Equipo                  | Liga        | País      | Título             | Año  |
| ----------------------- | ----------- | --------- | ------------------ | ---- |
| Quilmes (Mar del Plata) | Marplatense | Argentina | Primera División   | 1959 |
| Aldosivi                | Marplatense | Argentina | Primera División B | 1959 |